# Mooslandl
Mooslandl ist ein Ort im Gesäuse in der Steiermark, und Ortschaft der Gemeinde Landl im Bezirk Liezen. Die Ortschaft hat 365 Einwohner (Stand 1. Jänner 2024).

## Lage und Landschaft
Die Rotte Mooslandl liegt in einer Talaue am rechten Ufer der Enns, am unteren Ende des eigentlichen Gesäuse, dem Durchbruchstal der Enns zwischen den nördlichen und südlichen Gruppen der Ennstaler Alpen, zwischen Großkogel (1410 m ü. A.) im Südosten und Steinwand (950 m ü. A.) im Norden, die schon zur Hochschwabgruppe zählen.
Zum Ortschaftsgebiet gehört auch Rotten Dörfl, Hafnerboden und Wieden, und die Einzellagen Eichmayr, Harschtl, Jakobsberger, Koasa, Mooswirt, Pumperl, Saurüßler, Urberberger und Vogelfänger, die sich an den Westhängen rund um die Talung verteilen, und die Rotte Sulza mit Ganser und Hemmermoser im kleinen Seitental ostwärts, und der Salzabauer am Enns–Salza-Zusammenfluss.
Nachbarorte- und -ortschaften
| Dörfl        | Krippau                                     | Gams bei Hieflau |
| Kirchenlandl | Kompassrose, die auf Nachbargemeinden zeigt | Sulza            |
| Hieflau      | Hafnerboden                                 | Wieden           |

## Verkehr
Mooslandl liegt direkt an der B25 Erlauftal Straße, die von Persenbeug an der Donau über Wieselburg, Scheibbs und das untere Salzatal kommend südlich in die B115 Eisen Straße mündet, im Ort zweigt die kurze Verbindung L744 Mooslandlstraße zum Gemeindehauptort Kirchenlandl an der B115 ab.

## Natur, Sehenswürdigkeiten und Freizeitinfrastruktur
Sehenswert am Ort ist der Radstatthof, ein denkmalgeschütztes Bauernhaus (Listeneintrag) an der ehemaligen Proviantstraße nach [Nieder-]Österreich, der heutigen B25, Richtung Radstatthöhe (637 m ü. A.) gelegen. 1135 urkundlich ersterwähnt, zeigt der älteste Landler Hof renaissanceierendes Sgraffito des 16. Jahrhunderts und eine barocke Sonnen- und Monduhr.
Der Ort liegt mitten im Landschaftsschutzgebiet Ennstaler und Eisenerzer Alpen und Naturpark Eisenwurzen, der Nationalpark Gesäuse beginnt wenig südwestlich oberhalb von Hieflau, das Naturschutzgebiet Wildalpener Salzatal am Ostrand der Ortschaft. Nördlich des Orts, an der B115, steht eine als Naturdenkmal geschützte Winterlinde (Listeneintrag).
Im Mooslandl liegt auch der Freizeitpark Landl mit einem Badesee sowie dem Themenweg Lebensraum Feuchtgebiet in einem kleinen Moorrest, der Zugang zu einer seltenen Fauna und Flora bietet.
In Mooslandl befindet sich auch ein Nahversorger, names „Rundum Gsund – Geschäft ums Eck“, oder wie er bei den Einheimischen genannt wird: Moser.